# جبريل فيتوريو دا سيلفا
جبريل فيتوريو دا سيلفا هو لاعب كرة قدم برازيلي، ولد في 18 سبتمبر 1987 في Itanhaém ‏ في البرازيل. لعب مع نادي شمال كارولاينا ونادي فيتوريا.

## وصلات خارجية
- جبريل فيتوريو دا سيلفا على موقع قاعدة بيانات كرة القدم.إي يو (الإنجليزية)
- جبريل فيتوريو دا سيلفا على موقع Soccerway.com (الإنجليزية)